# Timna
Pour les articles homonymes, voir Timna (homonymie).

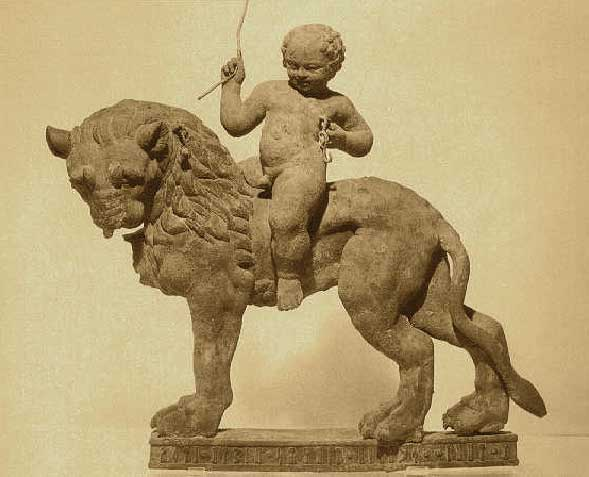
Statue en bronze d'un lion chevauché de manufacture Qatabanienne, datée entre 75-50 av. J.-C. et trouvée à Timna.

Timna (arabe, تمنة) est une ville antique du Yémen, la capitale du royaume de Qataban, du IVe siècle avant notre ère au IIe siècle de notre ère. 
Timna est située à 80 km de Ma'rib, à la sortie du Wadi Bayhan, dont le territoire a aussi été l'arrière-pays agricole de la ville. La ville actuelle de Beihan dispose d'un musée regroupant une partie des pièces issues des fouilles. Le site est accessible à proximité de Nugub.
Durant l'Antiquité, Timna est une plaque tournante importante dans la fameuse route de l'encens, qui a fourni, par caravanes de dromadaires, l'encens d'Arabie et d'Inde aux ports méditerranéens, et plus particulièrement à Gaza en Palestine, via Pétra, de Jordanie. Un signe du commerce florissant est le complexe du roi Shahr Hilal.
Le déclin de la route de l'encens a également affecté la capitale du royaume de Qataban, abandonnée après la conquête du Qataban par l'Hadramaout, et l'incendie de la cité, vers +150. Le sud l'État a pu survivre quelques décennies à Ghat Ghayl, à 15 km de Timna.
Le site, sur 20 hectares, se compose principalement d'un mur d'enceinte, avec quatre portes, et des bastions, de divers édifices, maisons et sanctuaires, d'une nécropole...
Des recherches archéologiques ont été menées dans les années 1950 par l'archéologue américain Wendell Phillips, qui en a publié la chronique dans son livre Qataban et Sheba.
Pour un traitement moderne de la ville, voir Beihan.